# Pirenoliquen
Els pirenoliquens (Pyrenolichenes) són una subclasse de líquens pertanyents a la classe Ascolichenes. Presenten ascocarps de tipus periteci. Un exemple de piroliquen és l'espècie Endocarpon pusillum Hedw
- Família Verrucariaceae
- Família Dermatocarpaceae
- Família Pyrenulaceae